# Украјинска паклара
Украјинска паклара (Eudontomyzon mariae) је вијун из реда Petromyzontiformes.

## Распрострањење
Ареал украјинске пакларе обухвата већи број држава. Врста има станиште у Пољској, Украјини, Русији, Србији, Мађарској, Румунији, Белорусији, Бугарској, Црној Гори, Македонији, Литванији, Летонији, Словачкој, Словенији, Чешкој, Хрватској, Молдавији и Аустрији.

## Станиште
Станиште врсте су слатководна подручја. Врста је присутна на подручју Каспијског језера, а представља субендемитет Дунавског басена.

## Угроженост
Ова врста није угрожена, и наведена је као последња брига јер има широко распрострањење.